# Chioneosoma porosum
Chioneosoma porosum är en skalbaggsart som beskrevs av Fischer 1823. Chioneosoma porosum ingår i släktet Chioneosoma och familjen Melolonthidae. Inga underarter finns listade i Catalogue of Life.